# Port lotniczy Port Moresby
Port lotniczy Port Moresby (IATA: POM, ICAO: AYPY) – międzynarodowy port lotniczy położony 8 km na północny wschód od Port Moresby. Jest największym portem lotniczym w Papui-Nowej Gwinei. Jest głównym węzłem Air Niugini, narodowych linii lotniczych Papui-Nowej Gwinei, a także główny węzłem dla Airlines PNG.

## Usługi
Air Niugini posiada rozbudowaną sieć krajowych połączeń w całej Papui-Nowej Gwinei, używa samolotów turbośmigłowych Bombadier Dash 8 (36 i 50 miejsc), a także samolotów Fokker 100 (97 miejsc). Z fokkerów 100 korzysta przy niektórych połączeniach międzynarodowych (do Cairns i Brisbane w Australii, jak również do Honiara na Wyspach Salomona i Nadi na Fidżi). Boeingi 767-300, boeingi 757-200 oraz embraery 190 obsługują międzynarodowe loty, w tym do Kuala Lumpur, Singapuru, Manili, Tokio, Hongkongu, Sydney i Brisbane.
Cathay Pacific również obsługiwało loty do Auckland w Nowej Zelandii przez Port Moresby, ale to połączenie została zlikwidowane, podobnie jak Continental Micronesia od Guam.

## Terminale
Jacksons International Airport składa się z dwóch terminali: Terminal Krajowy dla Air Niugini i Airlines PNG oraz Międzynarodowy Terminal obsługujący wszystkie inne linie lotnicze. Międzynarodowy Terminal składa się z czterech miejsc postojowych, z których dwa są wyposażone w rękawy. Oba terminale połączone są korytarzem.

## Linie lotnicze i połączenia

### Terminal krajowy
- Air Niugini (Alotau, Buka, Daru, Goroka, Hoskins, Kavieng, Kerema, Kiunga, Kundiawa, Lae, Lihir Island, Madang, Manus Island (Lorengau), Mendi, Mount Hagen, Popondetta, Rabaul, Tabubil, Tari, Vanimo, Wapenamanda, Wewak)
- Airlines PNG (Alotau, Bulolo, Daru, Fane, Goroka, Hoskins, Itokama, Kerema, Kiunga, Kokoda, Lae, Losuia, Madang, Misima Island, Moro, Mount Hagen, Ononge, Popondetta, Rabaul, Tabubil, Tapini, Tufi, Wanigela, Wewak, WoitapeWoitape)

### Terminal międzynarodowy
- Air Niugini (Brisbane, Cairns, Honiara, Hongkong, Kuala Lumpur, Manila, Nadi, Singapur, Sydney, Tokio-Narita)
- Airlines PNG (Cairns)
- Merpati Nusantara Airlines (Merauke)
- Qantas obsługiwane przez QantasLink (Cairns)
- Virgin Australia obsługiwane przez Pacific Blue (Brisbane)